# Háj u Duchcova
Háj u Duchcova är en ort i Tjeckien.   Den ligger i regionen Ústí nad Labem, i den nordvästra delen av landet, 80 km nordväst om huvudstaden Prag. Háj u Duchcova ligger 280 meter över havet och antalet invånare är 959.
Terrängen runt Háj u Duchcova är kuperad åt nordväst, men åt sydost är den platt.Runt Háj u Duchcova är det tätbefolkat, med 427 invånare per kvadratkilometer. Närmaste större samhälle är Most, 15,2 km söder om Háj u Duchcova. Trakten runt Háj u Duchcova består i huvudsak av gräsmarker.